# Classe Royal Sovereign
La classe Royal Sovereign di navi da battaglia pre-dreadnought fu una delle prime dotate di caratteristiche marcatamente moderne, tra cui l'armamento che, sebbene in torri aperte, era di nuovo tipo,  basato su armi ad alta velocità calibro 343mm.
La filosofia progetturale di tenere basso il bordo libero era in precedenza molto in voga nella progettazione delle navi da battaglia inglesi, perché così si riduceva la superficie dei fianchi da proteggere. Però anche le doti di tenuta al mare ne risentivano, e pertanto si decise di costruite le 7 Royal Sovereign con un ponte in più. Solo la Hood, ottava nave della classe, venne costruita ancora con uno scafo basso, ma vi era un motivo: ospitare in torri totalmente chiuse i cannoni principali. La capoclasse Royal Sovereign fu demolita nel 1919. Le altre navi della classe erano: Empress of India, Ramillies, Repulse, Resolution, Revenge e Royal Oak.
Solo la Revenge era ancora in linea quando scoppiò la prima guerra mondiale e venne usata per bombardare le coste belghe occupate dai tedeschi. Nell'Agosto del 1915 fu ribattezzata Redoubtable. Fu demolita nel 1919.

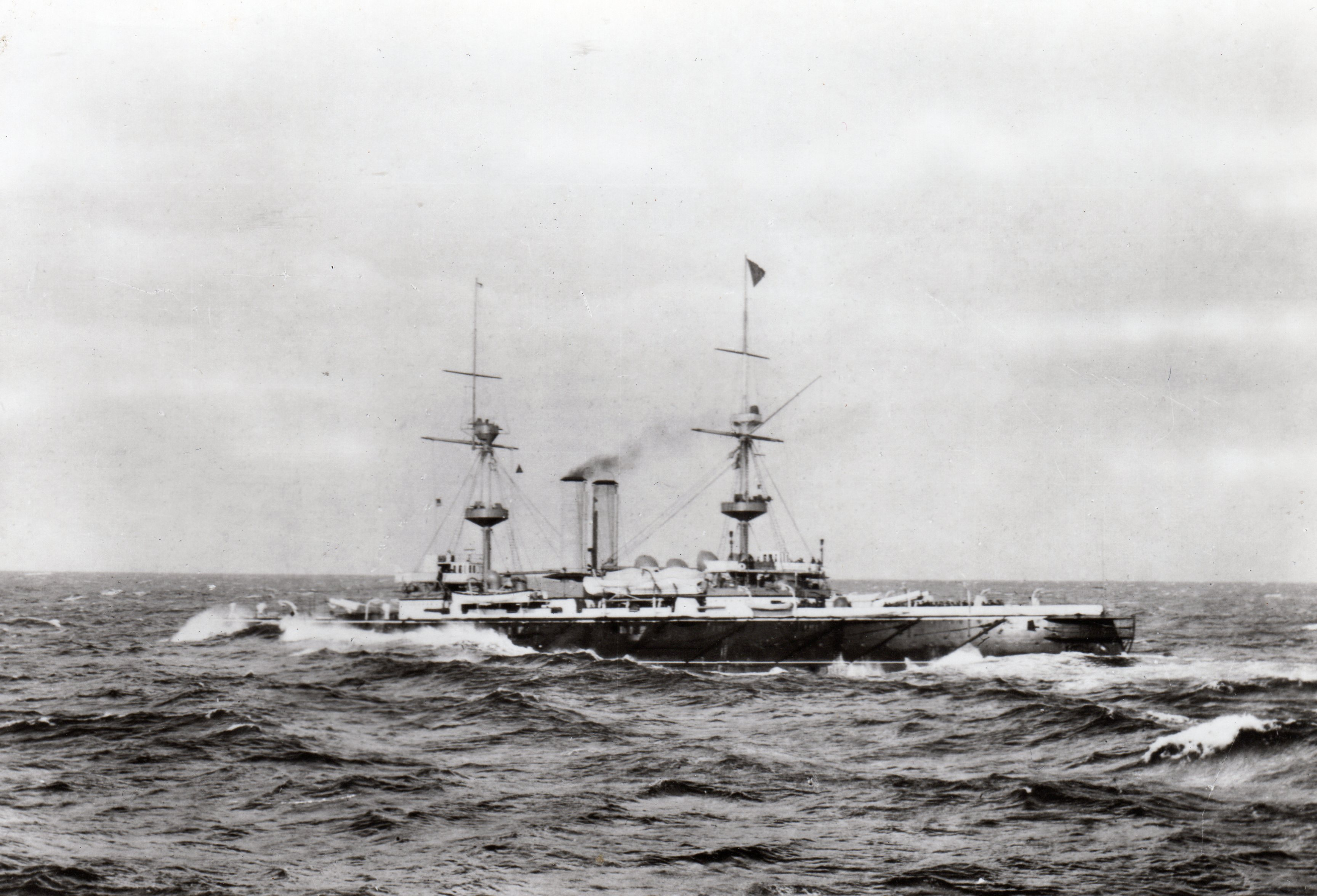
La Empress of India nel 1891

## Navi
| Royal Navy - Classe Royal Sovereign | Royal Navy - Classe Royal Sovereign | Royal Navy - Classe Royal Sovereign | Royal Navy - Classe Royal Sovereign | Royal Navy - Classe Royal Sovereign | Royal Navy - Classe Royal Sovereign |
| Nome                                | Cantiere                            | Impostazione                        | Varo                                | Entrata in servizio                 | Radiazione                          |
| ----------------------------------- | ----------------------------------- | ----------------------------------- | ----------------------------------- | ----------------------------------- | ----------------------------------- |
| Royal Sovereign                     | Portsmouth Dockyard                 | 30 settembre 1889                   | 26 febbraio 1891                    | 31 maggio 1892                      | 9 settembre 1909                    |
| Empress of India                    | Pembroke Dockyard                   | 9 luglio 1889                       | 7 maggio 1891                       | 11 settembre 1893                   | 1912                                |
| Repulse                             | Pembroke Dockyard                   | 1 gennaio 1890                      | 27 febbraio 1892                    | 25 aprile 1894                      | Febbraio 1911                       |
| Hood                                | Chatham Dockyard                    | 12 agosto 1889                      | 30 luglio 1891                      | 1 giugno 1893                       | Marzo 1911                          |
| Ramillies                           | John Brown and Company, Clydebank   | 11 agosto 1890                      | 1 marzo 1892                        | 17 ottobre 1893                     | Agosto 1911                         |
| Resolution                          | Palmers, Jarrow                     | 14 giugno 1890                      | 28 maggio 1892                      | 5 dicembre 1893                     | 8 agosto 1911                       |
| Revenge                             | Palmers, Jarrow                     | 12 febbraio 1891                    | 3 novembre 1892                     | 14 gennaio 1896                     | Ottobre 1915                        |
| Royal Oak                           | Cammell Laird, Birkenhead           | 29 maggio 1890                      | 5 novembre 1892                     | 14 gennaio 1896                     | Dicembre 1911                       |